# Liste der Naturdenkmale in Bescheid (Hunsrück)
Die Liste der Naturdenkmale in Bescheid nennt die im Gemeindegebiet von Bescheid ausgewiesenen Naturdenkmale (Stand 3. Juni 2024).

## Naturdenkmale
| Nr.         | Bezeichnung | Lage                                               | Beschreibung                             | Bild                                    |
| ----------- | ----------- | -------------------------------------------------- | ---------------------------------------- | --------------------------------------- |
| ND-7235-411 | Mammutbaum  | südlich des Ortes an der L 148 beim Saalkreuz Lage | Sequoiadendron giganteum; 1871 gepflanzt | Direkt Bild zu diesem Denkmal hochladen |
| ND-7235-464 | Eselsborn   | südlich des Ortes; Abteilung Im Eselsbusch Lage    | Felsen mit Quelle                        | Direkt Bild zu diesem Denkmal hochladen |